# Marcgraviastrum mixtum
Marcgraviastrum mixtum là một loài thực vật có hoa trong họ Marcgraviaceae. Loài này được (Triana & Planch.) Bedell mô tả khoa học đầu tiên năm 1997.